# Филипийска базилика извън стените
Филипийската базилика извън стените (на латински: Basilica Extra Muros) е археологически обект в античния македонски град Филипи, Гърция.

## Описание
Базиликата представлява гробищен храм. Построена е около средата на V век край некропола на града, разположен на изток от крепостните стени, близо до центъра на днешния град Кринидес.
Има трикорабен основен храм, четикорабен атриум, триводен нартекс и помощни помещения. Храмът има три строителни фази. През първата колоните са на мраморни пиедестали и са достигали до източната стена на храма. Полукръглата апсида на изток е триделна, а вътре има синтронон. В средата на средния кораб е имало амвон с две стъпала. При втората строителна фаза храмът получава кораб трансепт и подовете на централния кораб и нартекса са украсени с мозайки с геометрични, животински и растителни мотиви. Мозаечна и мраморна украса е поставена и на стените.
Храмът е опожарен в 473 година от остготите при обсадата на Филипи. Окончателното му разрушение е през първата половина на VII от земетресение или в IX век от българите, които овладяват района. След това разрушаване е построен едноетажен храм върху светая светих на базиликата, като са използвани архитектурни елементи и скулптури от античния храм. Това вероятно става в първата половина на XIV век. Под храма са открити много гробници със стенописи.